# Eremitagets volontärtjänst
Eremitagets volontärtjänst, som bedriver sin verksamhet på Eremitaget, i Sankt Petersburg, Ryssland, är en organisation som förenar ryska studenter med studenter från andra länder genom ett volontärprogram som syftar till att öka förståelsen för Eremitagets arbete. Programmet hjälper Eremitaget med både externa och interna aktiviteter samt fungerar som en informell koppling mellan museets personal och allmänheten, vilket främjar kunskapsspridningen från museets experter till samhället i stort. Volontärer utvecklar även egna projekt som speglar deras personliga mål och intressen i anslutning till museet.   

## Vision
Eremitagets volontärtjänst erbjuder volontärerna en möjlighet att sätta sig in i museets omfattande internationella samlingar av konstföremål och artefakter, och att delta i projekt som har anknytning till museets olika avdelningar. Visionen är att därigenom skapa en förståelse för varför traditioner och kulturarv är viktiga att förhålla sig till och bevara i dagens samhälle, inte minst hos unga människor. 

## Historia
Volontärtjänsten grundades 2003, i samband med Sankt Petersburgs 300-årsjubileum. Mikhail Kozhukovsky föreslog för Eremitagets ledning att man skulle grunda en volontärtjänst som kunde hjälpa till med att organisera jubileumsfirandet. Från 150 intresserade valdes en grupp volontärer ut, som började arbeta på museet den 23 maj 2003. Samtidigt utnämndes Kozhukovsky till volontärtjänstens chef. Ända från början har volontärtjänsten drivit projekt i samarbete med olika avdelningar på museet, och på så sätt har volontärerna blivit en integrerad del av museets personal.

## Volontärer
Volontärtjänsten får kontinuerligt nya volontärer. Unga och gamla, studenter och yrkesverksamma från olika länder arbetar tillsammans. Volontärerna kommer från bland annat från Ryssland, Finland, Österrike, Frankrike, Italien, Förenta staterna, Tyskland, Spanien, Polen, Rumänien, Turkiet, Libanon, Brasilien, Schweiz och Sverige. Såväl studenter som yrkesverksamma kommer från många olika områden, bland annat konsthistoria, språkvetenskap, datateknologi, kommunikation, journalistik och skolvärlden. Volontärerna bidrar med så mycket tid som passar deras scheman i övrigt, liksom med sina speciella kunskaper och färdigheter. Många fortsätter att hålla kontakt med volontärtjänsten efter att de slutat, vilket gör att volontärtjänsten kan upprätthålla ett omfattande internationellt nätverk.

### Arbetsuppgifter för volontärer
- Välkomna besökare och informera om museet utställningar och regler
- Hjälpa till med vetenskapliga projekt: inventarieförteckningar, restaurering, arkeologiska utgrävningar, dokumentation av artefakter
- Färdigställa publikationer och kommunicera med nya volontärer
- Utveckla multimediaprojekt
- Översättning av olika typer av material
- Språkundervisning till museets personal
- Hjälpa till att organisera konferenser
- Delta i flytt av utställningar och föremål

## Utmärkelser
Den 23 november 2013 uppmärksammade ledningen för Sankt Petersburgs råd för ungdomspolitiska frågor volontärtjänsten med ett firande i Eremitagets atrium, för att sprida kunskap om volontärtjänstens verksamhet bland allmänheten, myndigheter och företag. 150 frivilligorganisationer deltog också i en tävling som hölls i samband med firandet, och de bästa tilldelades diplom och priser. Volontärtjänsten tävlade i "Mest effektiva volontärprogram", och vann kategorin "Utåtriktad verksamhet". Mikhail Kozhukovsky, volontärtjänstens chef, mottog bronsstatyn "Lille prinsen" och ett diplom. 

## Projekt

### World Heritage & Youth (WHY)
World Heritage and Youth (WHY) är ett av de viktigaste projekten som Eremitagets volontärtjänst jobbar med. Projektets målsättning är att skapa förståelse för kulturarvets betydelse i samhället, och hur det kan bevaras. I anslutning till projektet involveras volontärerna i program och konferenser som handlar om kulturarvets bevarande. I samband med det planerade byggandet av Okhta Center, ett nedlagt byggprojekt som hörde till de mest kontroversiella planerade byggprojekten i Sankt Petersburg, deltog volontärerna aktivt i diskussionerna kring byggplanerna och underströk speciellt vikten av att bevara Sankt Petersburgs historiska centrum.
Eremitagets sommaruniversitet är ett direkt resultat av WHY-projektet. Varje sommar sedan 2009 har volontärtjänsten organiserat sommaruniversitetet i samarbete med Rosatom-bolaget. Sommaruniversitetet ger ryska studenter en chans att delta i aktiviteter och evenemang som rör kulturarvsfrågor, och för många studenter är sommaruniversitetet den första kontakten med detta område.  

### Ropsha-projekt
Ropsha-projektet var det första projektet som utvecklades av Eremitagets volontärtjänst. Palatset i Ropsha, sydväst om Sankt Petersburg, tillhör Unescos världsarvslista. Eremitagets volontärer deltog i en kampanj som syftade till att stoppa monumentens förfall. Volontärerna samlade in information om monumentet och platsen, och upprättade sedan ett arkiv. I samband med detta skapades också ett julgransmuseum i palatset. Museet riktar sig till stadens barn och förklarar historien bakom denna mycket spridda tradition.  

### Aktiviteter för barn och unga
Varje år anordnar volontärtjänsten aktiviteter för barn och unga, som presenterar världs- och kulturhistoria på lättillgängliga och intressanta sätt. Aktiviteterna kan vara utformade som spel och tävlingar och inriktar sig på olika områden: historia, geografi, konsthistoria, myter och så vidare Volontärtjänsten organiserar också tävlingar i samarbete med skolor, som då baseras på aktuella läroplaner.   

### Grafik- och animationstävlingar
Skolelever kan dessutom delta i en årligt återkommande nätbaserad tävling som volontärtjänsten organiserar. Syftet är att uppmuntra barn och unga att använda sig av olika digitala grafiska tekniker och animationer för att skapa presentationer om historiska händelser eller andra företeelser.